# Biserica „Sfântul Gheorghe” din Ustia
Biserica „Sf. Gheorghe” este o biserică amplasată în Ustia, raionul Dubăsari, Republica Moldova. Este un monument arhitectural de importanță națională inclus în Registrul monumentelor Republicii Moldova ocrotite de stat cu nr. 460 (raionul Dubăsari). Datează din 1862.